# Агерзе
Агерзе́ (тат. Әгерҗе) — село в Азнакаевском районе Татарстана. Административный центр Агерзинского сельского поселения.

## География
Село расположено в Восточном Закамье у места слияния рек Маняус и Агерзе в 1,8 км к юго-западу от города Азнакаево.

## История
Во время проведения третьей ревизии (1762 год) в деревне Новозаселенной Агырзи были учтены 74 души мужского пола ясачных татар.
В «Списке населенных мест по сведениям 1859 года», изданном в 1864 году, населённый пункт упомянут как казённая и башкирская деревня Агирзи 4-го стана Бугульминского уезда Самарской губернии. Располагалась при речке Агирзи, по левую сторону почтового тракта из Бугульмы в Уфу, в 35 верстах от уездного города Бугульмы и в 35 верстах от становой квартиры в казённом селе Ефановка (Крым-Сарай, Орловка, Хуторское). В деревне в 65 дворах жили 425 человек (218 мужчин и 207 женщин). Была мечеть.
По сведениям 1897 года, в деревне Агирзи Бугульминского уезда Самарской губернии проживало 890 жителей.

## Население
| 1795 | 1859 | 1897 | 1926 | 1938 | 1949 | 1958 | 1970 | 1979 | 1989 | 2002 | 2010 | 2015 |
| ---- | ---- | ---- | ---- | ---- | ---- | ---- | ---- | ---- | ---- | ---- | ---- | ---- |
| 190  | 425  | 890  | 913  | 1072 | 680  | 582  | 659  | 618  | 472  | 521  | 513  | 476  |

Национальный состав
Согласно результатам переписи 2002 года, в национальной структуре населения татары составили 92 %.

## Инфраструктура
Действуют почта, магазин.

## Религия
В 2005 году в селе была построена мечеть.

### Комментарии
1. ↑  Расстояние измерено с помощью инструментария Яндекс.Карты
2. ↑  ревизских душ